# Hymenophyllum bifarium
Hymenophyllum bifarium là một loài dương xỉ trong họ Hymenophyllaceae. Loài này được Mett., Sadeb. mô tả khoa học đầu tiên năm 1899.
Danh pháp khoa học của loài này chưa được làm sáng tỏ. 